# 다와라마치역 (도쿄도)
다와라마치역(일본어: 田原町駅 다와라마치에키[*])은 일본 도쿄도 다이토구에 있는 철도역이다.

## 역 구조
상대식 승강장 2면 2선의 지하역. 개찰 외에 연결통로가 있고 승강장에 들어가지 않고도 지하를 오갈 수 있다. 2012년에 1번 승강장과 지상을 연결하는 엘리베이터가 신설되었다.

### 승강장
| 1 | 긴자선 | 우에노・긴자・아카사카미쓰케・시부야 방면 |
| 2 | 긴자선 | 아사쿠사 방면                             |

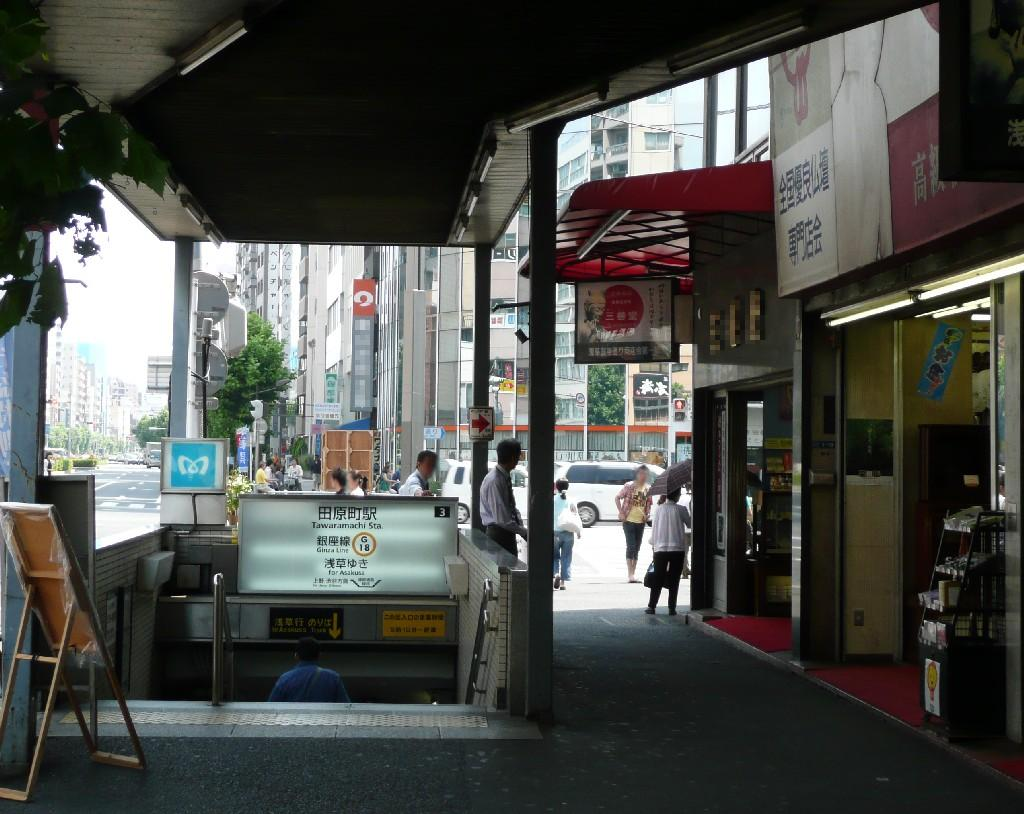
3번 출입구 (2008년 7월)
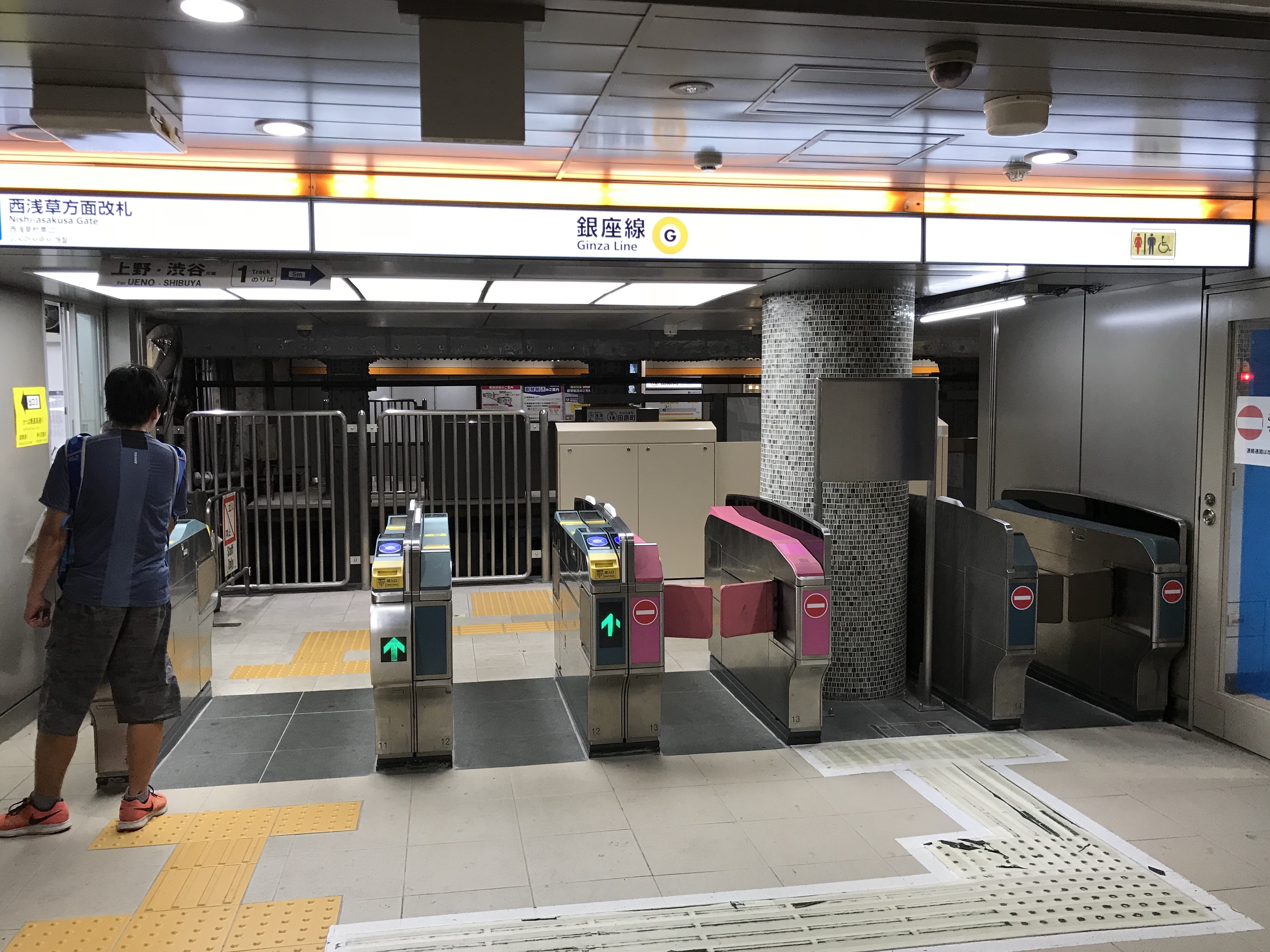
개찰구 (2018년 8월 11일)
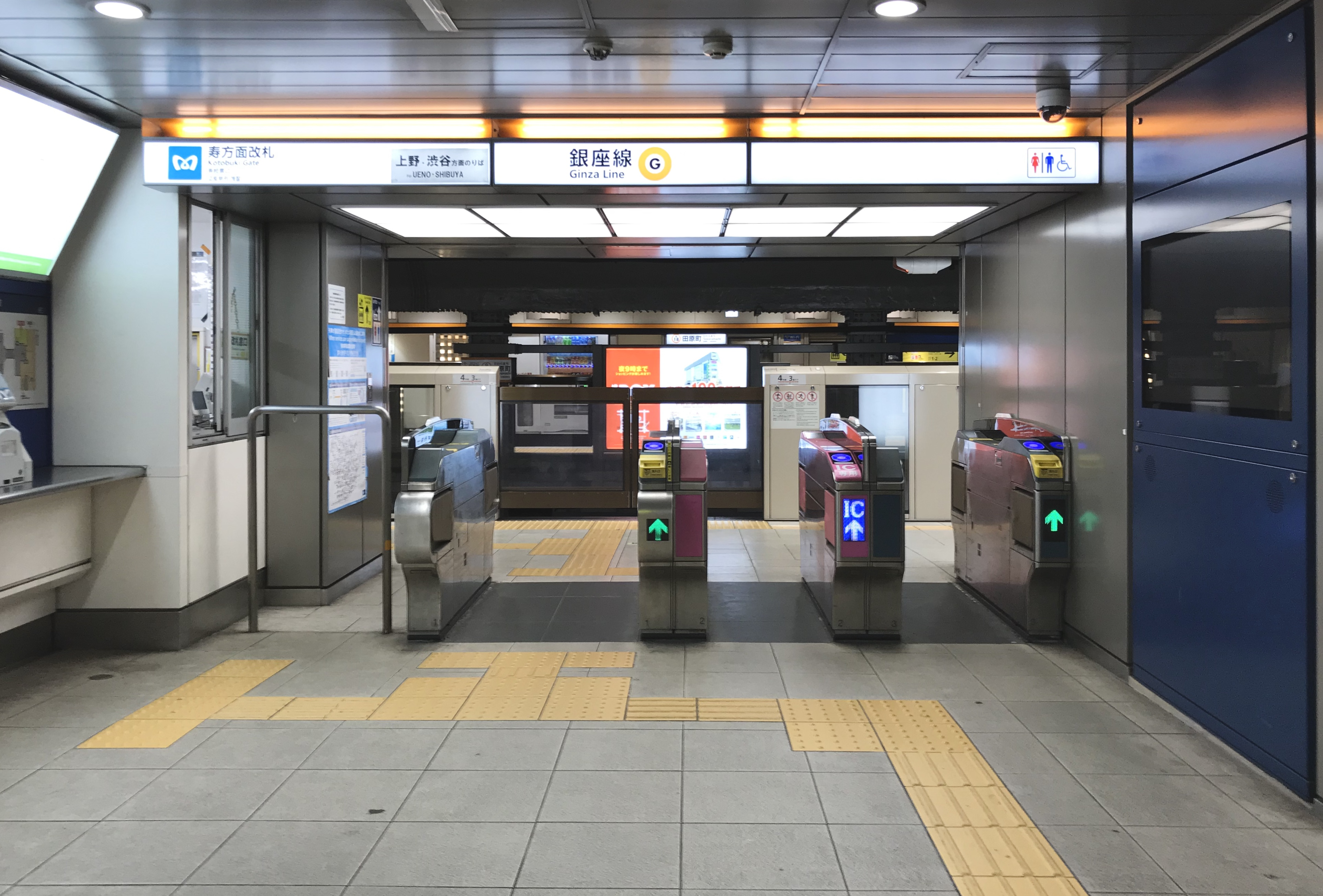
개찰구 (2020년 1월 4일)
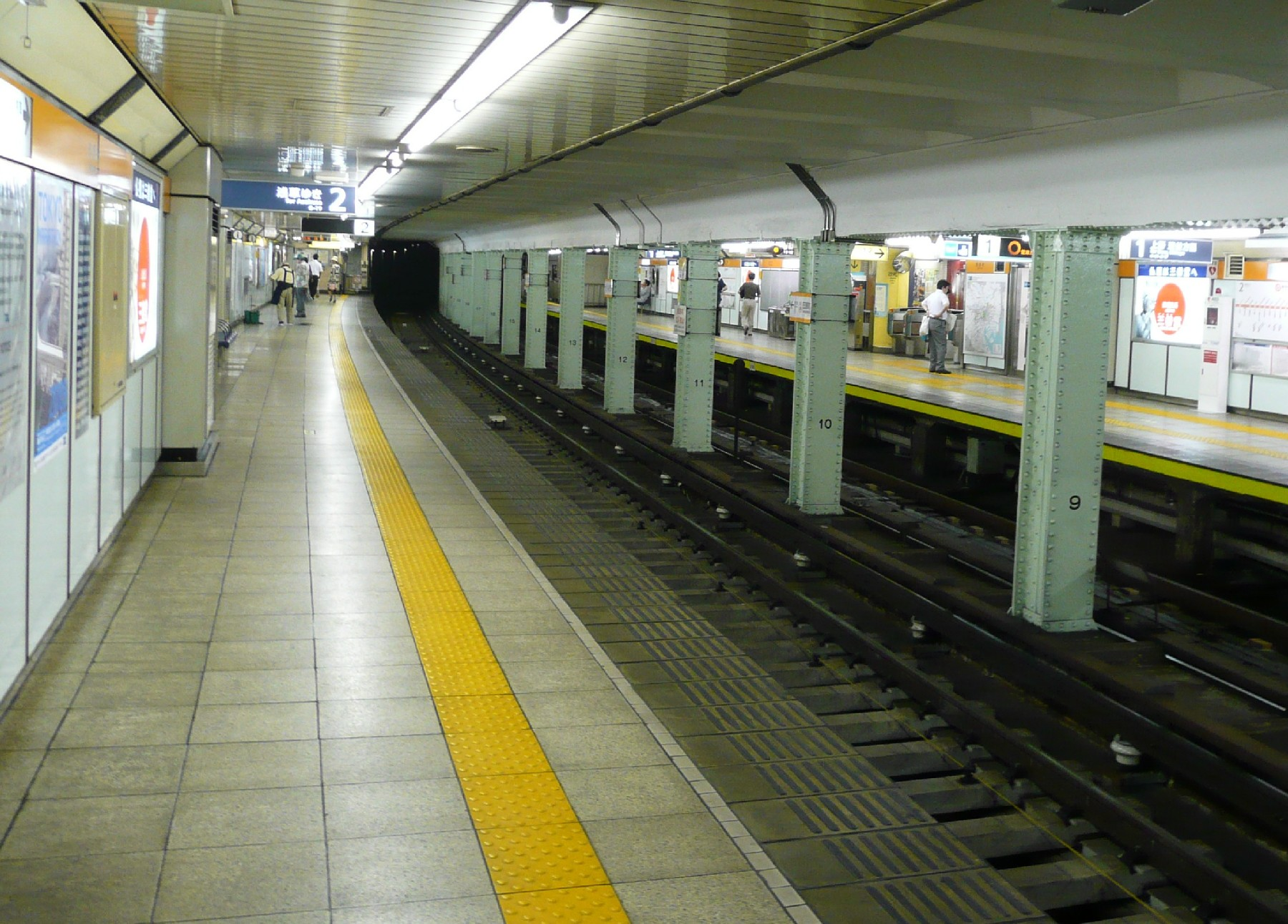
리뉴얼 이전 승강장 (2008년 7월)
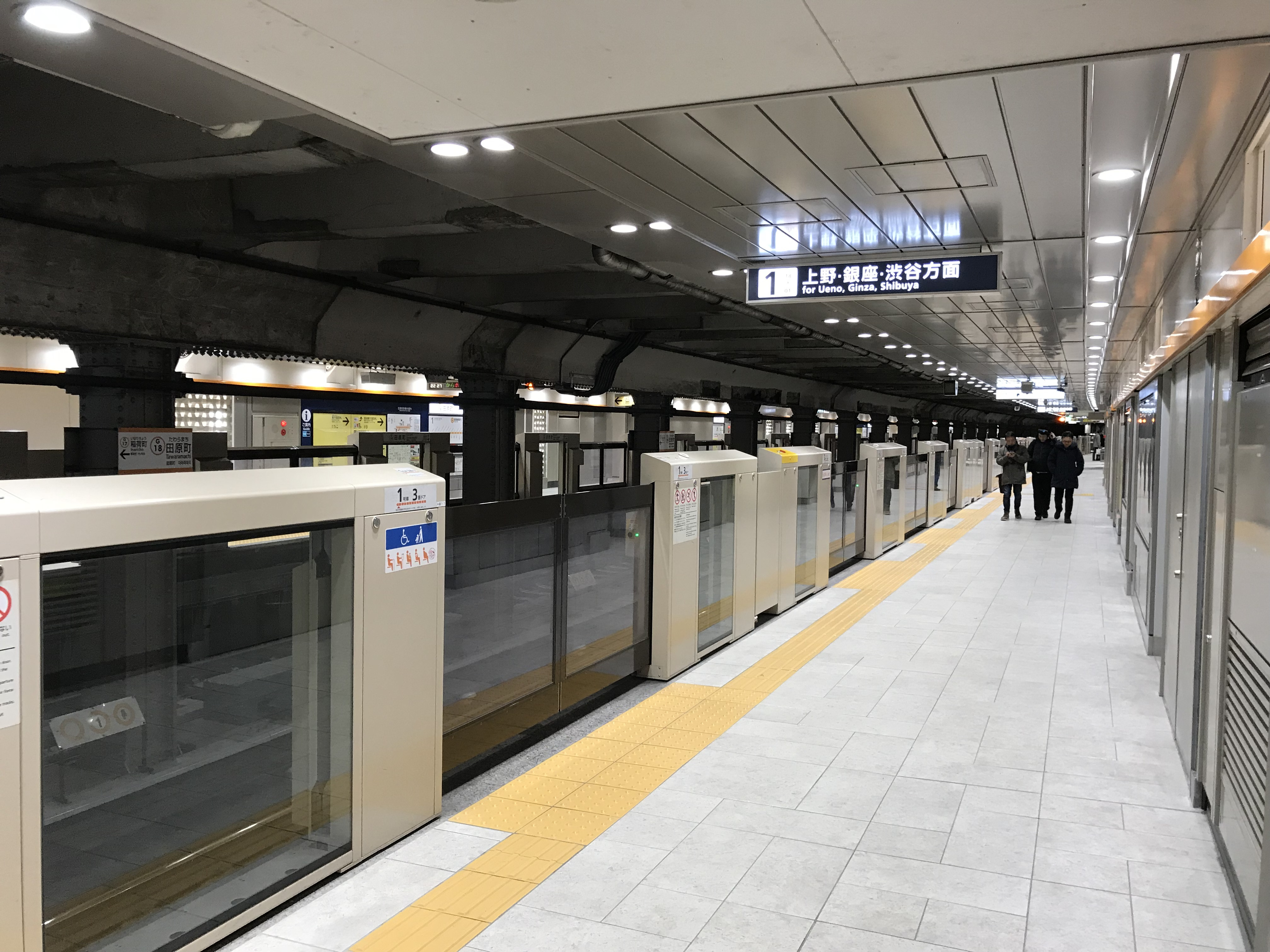
리뉴얼 후 승강장 (2018년 1월 4일)

## 역 주변
- 아사쿠사 우체국
- 쓰쿠바 익스프레스 아사쿠사역
- 아사쿠사 뷰 호텔

## 역사
- 1927년 12월 30일: 영업 개시.

## 인접역
| 도쿄 메트로 3호선        | 도쿄 메트로 3호선 | 도쿄 메트로 3호선 |
| ------------------------ | ----------------- | ----------------- |
| G17 이나리초 시부야 방면 | 긴자 선           | G19 아사쿠사 방면 |